# Perdita halictoides
Perdita halictoides är en biart som beskrevs av Smith 1853. Den ingår i släktet Perdita och familjen grävbin. Inga underarter finns listade i Catalogue of Life. Arten förekommer över större delen av USA.

## Beskrivning
Perdita halictoides är ett litet bi, honan är omkring 4 mm lång, hanen omkring 5 mm. Hanen har mörkt grönaktigt till svartbrunt huvud och mellankropp med stora gula markeringar i ansiktet, överläppen (labrum) och munskölden (clypeus) gula, dock med ett par små, bruna fläckar på munsköldens sidor, samt gula käkar med rödbruna spetsar. Benen är brunaktiga med gula fötter. Vingbaserna är gulaktiga och vingarna har ljust tegelfärgade ribbor. Bakkroppen är enfärgat brunsvart. Huvud och mellankropp har tunn, kort, vit behåring.
Honan har blågrönt huvud och mellankropp, samt en brunsvart bakkropp. Käkarna är gula med rödbruna spetsar, överläppen är mörkt rödbrun, och munskölden är brunsvart. Hanens gula markeringar i ansiktet saknas. Vingbaser, vingar och extremiteter är som hos hanen, även behåringen på huvud och mellankropp är tunn, kort och vit. Bakkroppen är övervägande brunsvart, men tergit 3 kan ha små, gula markeringar på sidorna.

## Utbredning
Perdita halictoides är en nordamerikansk art; 1960 angavs utbredningsområdet gå från Colorado över Illinois till Michigan i norra USA och söderöver till Florida. Senare har arten spritt sig över större delen av USA, och fynd har även gjorts i södra-centrala Kanada.

## Ekologi
Arten är oligolektisk, den flyger endast till blommande växter från lyktörtssläktet som Physalis heterophylla, Physalis longifolia, Physalis virginiana och Physalis viscosa. Flygtiden varar från april till september.

## Bildgalleri

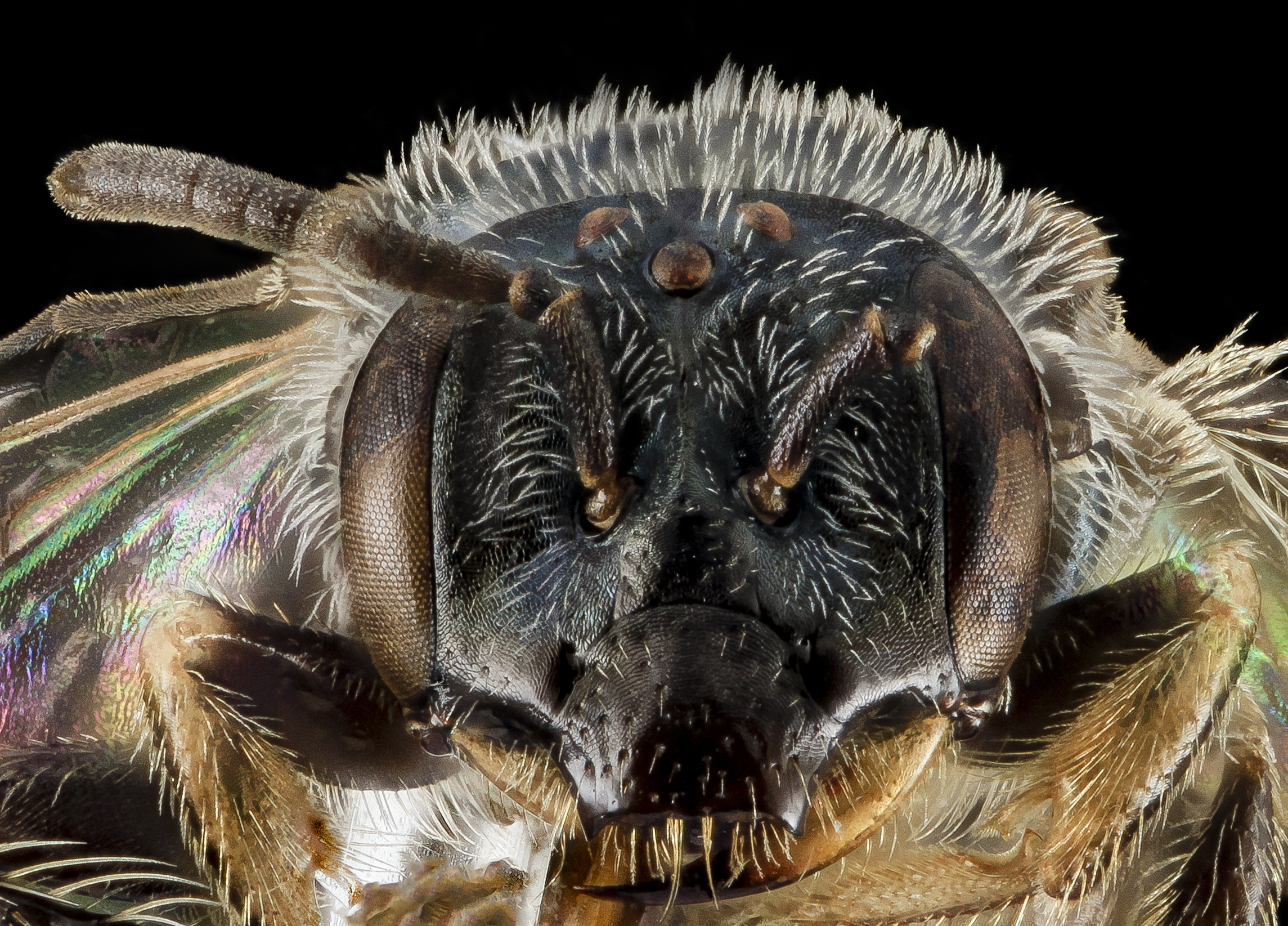
Perdita halictoides, hona, ansikte
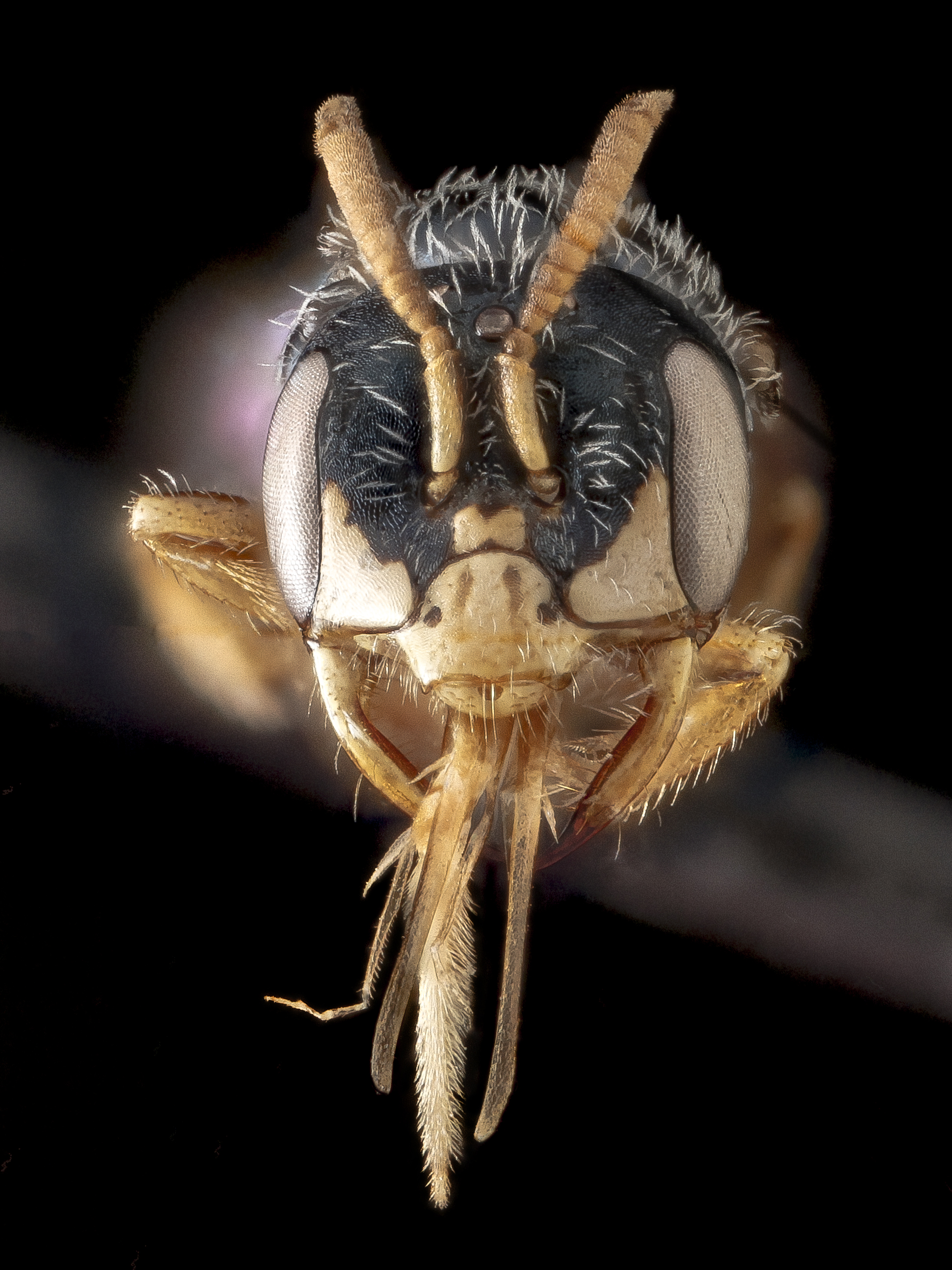
Perdita halictoides, hane, ansikte. Märk de ljusgula markeringarna!